# Мехелен (сеньория)
Сеньория Ме́хелен (нидерл. Heerlijkheid Mechelen, фр. Seigneurie de Malines) была небольшой автономной территорией в Нидерландах, включавшей город Мехелен (сейчас Бельгия) и несколько коммун за пределами города.

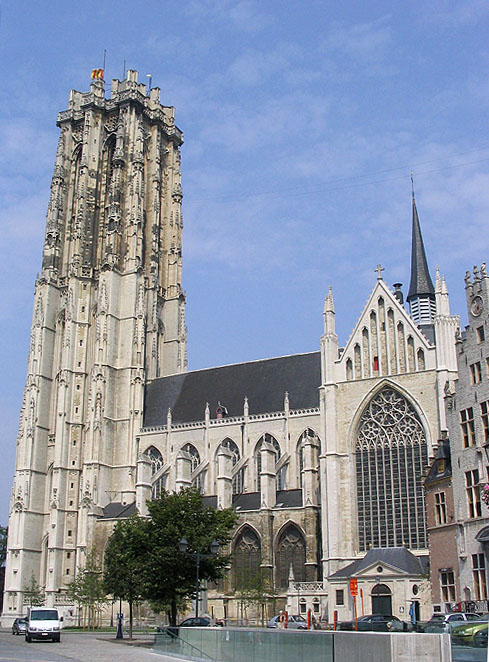
Собор Святого Румольда, символ Сеньории Мехелен

## История
В 910 году Мехелен вошёл в качестве сеньории (нидерл. Heerlijkheid) в Княжество-епископство Льеж. Поскольку епископы постоянно вели споры с родом Берту, фактически управлявшим сеньорией, князь-епископ Гуго III де Шалон (1296—1301) решил в 1300 году уступить, на три поколения, свои права на этот город, герцогу Жану Брабантскому, который заключил соглашение с Жаном Берту (12 ноября 1301 года) о разделе полномочий.
В 1305 году управление городом возложено на совет, в котором принимают участие патриции и ремесленники.
Епископ Тибо де Бар (1303—1312) заявил, что уступка Гуго III де Шалона была недействительной, поскольку она не получила согласия папы, и Жан I, пытавшийся оказать сопротивление, отказался от этого под угрозой отлучения. Но поскольку мехеленцы постоянно прибегали к вмешательству Брабанта, Адольф II де ла Марк (1313—1344), чувствуя себя неспособным это прекратить, продал Мехелен и зависимые от него территории за 100 000 золотых графу Фландрии Людовику де Неверу при условии, что бы он сам, и его преемники, держали сеньорию в качестве фьефа епископства и никогда не отчуждали её (28 июля 1333).
Права, которые Берту уступили Маргарите Гелдернской, также был переданы ему (15 декабря 1333 года).
Жан III де Брабант отказался признать действительность этих договоров. Из-за этого последовала война, которая закончилась миром 27 августа 1334 года. В качестве арбитра враждующие стороны выбрали короля Франции Филиппа VI. Он воздерживается от принятия решения и удерживает город за собой. Поэтому Людовик де Невер и Жан III предпочли заключить соглашение о разделе предмета спора. Каждый из них должен был получить половину фьефа, доходы должны были разделяться, а должностные лица назначаться двумя князьями поочерёдно (31 марта 1336 года).
Однако в 1346 году Людовик де Невер, оказавшись без денег в своей борьбе с Гентом, решил продать герцогу Брабанта за 86 500 золотых свою долю в городе Мехелен. Эта сделка противоречила обязательству, которое он взял на себя перед епископом Льежским в 1333 году, но Жан III обещал ему добиться отпущения грехов от Папы за это клятвопреступление. И действительно, Клемент VI предоставил ему требуемое отпущение.
Когда Людовик II Мальский стал преемником своего отца, павшего на поле битвы при Креси, Филипп VI не пренебрегал ничем, чтобы помешать браку, который английский король Эдуард III надеялся, будет заключён между Людовиком, и его дочерью Изабеллой. Он не только обещал просить, у сира Амбуаза, уступку Термонда, но и для того, чтобы быть приятным герцогу Брабантскому решившему отдать графу Фландрии в жёны свою дочь Маргариту, он добился, чтобы Людовик Мальский оставил ему в полном владении Мехелен, не требуя оговоренной суммы.
После смерти Жана III (1355) Людовик Мальский, его зять, отказался признать положения, по которым он оставил весь Брабант Жанне, старшей из своих дочерей. Он вступает в войну, которая сделала его хозяином Брюсселя и которая привела, по арбитражу графа Эно, к договору заключенному в Ате 4 июня 1357 года. Этот договор позволил графу Фландрии сохранить Мехелен.
Когда Филипп Смелый и Маргарита разделили земли между тремя своими сыновьями в 1407 году, Жан Бесстрашный получил Мехелен вместе с Бургундией и Фландрией.
Сеньория Мехелен вскоре становится автономной провинцией в составе бургундских, а затем испанских, и позднее австрийских Нидерландов.
Герцоги Бургундские установили свои советы в этой небольшой провинции вокруг епископского города, сначала под названием Малинского парламента (фр. Parlement de Malines), а затем под названием Большого совета Мехелена (фр. Grand conseil des Pays-Bas à Malines) (нидерл. Grote Raad van Mechelen), после протеста короля Франции из-за конкуренции со стороны его власти и парламента Парижа. Большой совет также контролировал управление сеньорией. Маргарита Австрийская, тетя Карла V и правительница Нидерландов, устанавливает своё правительство в Мехелене, который в то время был на пути к тому, чтобы стать столицей Нидерландов.
В 1790 году штаты Сеньории Мехелен объявляют себя независимыми от Большого Совета и императора Иосифа II и участвуют в конфедерации Бельгийские соединённые штаты. В 1795 году сеньория была оккупирована Францией и присоединена к департаменту Дё-Нет (фр. Deux-Nèthes).
После окончания Наполеоновских войн сеньория Мехелен не была восстановлена, её территория вошла в состав провинции Антверпен королевства Нидерландов (нидерл. Koninkrijk der Nederlanden) (фр. Royaume des Pays-Bas).